# Restauratören
Restauratören var en företagartidning för i första hand dem som ägde och drev hotell och restauranger. Den utkom första gången i januari 1916, och var från början en veckotidning. Tidningen bytte namn till Besöksliv 2012 och blev då ett månadsmagasin och rapporterar bland annat om lönsamhet, lagar, politik, arbetsmiljö, hygien, otillbörlig konkurrens, utbildning och turism. Den vänder sig till ägare och ledare inom besöksnäringen och kommer ut med 11 nummer/år.  
Besöksliv har 26 000 läsare/nummer (ORVESTO Näringsliv 2012) och nyhetssajten ca 7 500 unika besökare i veckan. Nyhetsbrevet går ut till 3 790 prenumeranter (2013-03-27).

## Vassaste kocken
Vassaste kocken är en tävling i hantverksskicklighet där det vardagskunnande belönas som en kock har nytta av i sin dagliga gärning och som bidrar till god köksekonomi, snabbhet, precision, kunskaper och kvalitet. Den skiljer sig från de flesta kocktävlingar där målet oftast är att laga den godaste rätten. I Vassaste kocken gör åtta finalister upp om titeln.
Några återkommande tävlingsmoment är: lökhackning på tid, vispa maräng på tid, precisionsskärning, samt att slå en majonnäs på tid.
Vassaste kocken avgjordes första gången i Göteborg 2004 och arrangeras av Restauratören. Tävlingskonceptet är skapat av Mattias de Frumerie.

### Vinnare i Vassaste kocken
- 2012 Daniel Agrell
- 2011 Daniel Högnert
- 2010 Simon Tennemo
- 2009 Tobias Persson
- 2008 Tomas Gustavsson
- 2007 Labinot Kelmendi
- 2006 Franz Xaver Ziegerer
- 2004 Franz Xaver Ziegerer